# Graveron (affluent de la Besbre)
Pour les articles homonymes, voir Graveron (homonymie).
Le Graveron est une rivière française du département de l'Allier en région Auvergne-Rhône-Alpes et un affluent droit de la Besbre, c'est-à-dire un sous-affluent de la Loire.

## Géographie
De 14,6 kilomètres de longueur,
le Graveron prend sa source sur la commune de Bert à 365 mètres d'altitude, près du lieu-dit Les Roches.
Il coule globalement du sud vers le nord,.
Il conflue au sud de la commune de Vaumas à la limite avec le nord de Châtelperron, à 235 mètres d'altitude.

### Communes et cantons traversés
Dans le seul département de l'Allier, le Graveron traverse les quatre communes suivantes, dans deux cantons, dans le sens amont vers aval, de Bert (source), Sorbier, Châtelperron, Vaumas, (confluence).
Soit en termes de cantons, le Graveron prend source dans le canton de Moulins-2 et conflue dans le canton de Dompierre-sur-Besbre, le tout dans l'arrondissement de Moulins.

### Bassin versant
Le Graveron traverse une seule zone hydrographique La Besbre de la Têche (C) au Graveron (C) (K155) est de 655 km2.

## Affluents
Le Graveron a trois affluents référencés :
- les Fonts (rd), 3 km, sur les deux communes de Bert, Sorbier avec un affluent :
  - ? (rg), 0,9 km, sur les deux communes de Bert, Sorbier
- les Chartiers (rd), 5,5 km, sur les trois communes de Sorbier, Châtelperron, et Saint-Léon avec un affluent :
  - ? (rg), 0,9 km, sur les deux communes de Bert, Châtelperron.
- ? (rd), 0,5 km, sur la seule commune de Châtelperron.

Géoportail ajoute :
- La Mouchelle (rd), 4,5 km environ, sur les deux communes de Châtelperron et Saint-Léon.

Le rang de Strahler est de trois.

## Écologie et tourisme
On trouve de nombreuses espèces dans le bassin versant de la Besbre.